# Walter Schmidt (Geologe)
Walter Schmidt (* 4. März 1885 in Wien; † 26. April 1945 in Berlin) war ein österreichischer Geologe, Petrograph und Mineraloge.

## Leben
Walter Schmidt war der Sohn eines Gymnasialprofessors, Historikers und Geographen Wilhelm Schmidt und Bruder des Meteorologen Wilhelm Schmidt. 
Er studierte ab 1903 Geologie und Zoologie an der Universität Wien (unter anderem bei Othenio Abel, Karl Grobben) mit der Promotion 1907. Danach setzte er sein Studium an der Montanistischen Hochschule Leoben fort mit dem Diplom-Abschluss 1912. Dort war er Assistent, ab 1915 Dozent für Geologie und 1918 außerordentlicher Professor für Mineralogie und Petrographie. Im Ersten Weltkrieg war er mit kriegswichtigen Aufgaben in der Erzaufbereitung befasst (Böhmen, Sachsen, Balkan). 
1923 habilitierte sich Schmidt in Leoben in theoretischer Mineralogie und Geologie und lehrte dort, an der Universität Göttingen (1926/27) und ab 1927 als außerordentlicher und ab 1928 (nach Ablehnung eines Rufs nach München) ordentlicher Professor für Mineralogie und Petrographie in Tübingen. 1930 wurde er Professor für Mineralogie und Petrographie an der TH Berlin-Charlottenburg. Am Ende des Zweiten Weltkriegs wurde er zum Volkssturm eingezogen und fiel im Kampf um Berlin.
Walter Schmidt war ein Vertreter der Gefügekunde und mit Bruno Sander einer ihrer Begründer (statistische Auswertung der Gefügeregelungen, Schmidtsches Netz 1925).

## Schriften (Auswahl)
- Mechanische Probleme der Gebirgsbildung. In: Mitteilungen der Geologischen Gesellschaft in Wien, Band 8 (1915), ISSN 0072-1123, S. 62–115 (zobodat.at [PDF]).
- Statistische Methoden beim Gefügestudium krystalliner Schiefer. In: Sitzungsberichte der Akademie der Wissenschaften Wien, Mathematisch-Naturwissenschaftliche Klasse, Band 126 (1917), S. 515–538 (zobodat.at [PDF]).
- Gesteinsumformung. In: Denkschriften des Naturhistorischen Museums Wien, Band 3 (1925).
- Gefügestatistik. In: Tschermaks Mineralogische und Petrographische Mitteilungen, Neue Folge, Band 38 (1925).
- Zu Bruno Sanders „Zur petrographisch-tektonischen Analyse“. In: Verhandlungen der Geologischen Bundesanstalt, 1926.
- Tektonik und Verformungslehre. Borntraeger, Berlin 1932.
- mit H. W. Lindley: Scherung. In: Mineralogische und Petrographische Mitteilungen, Neue Folge, Band 50 (1939).
- mit Ernst Baier: Lehrbuch der Mineralogie. 2. Auflage. Springer, Berlin 1955 (EA Berlin 1935).